# Gare de Daimotsu
La gare de Daimotsu (大物駅, Daimotsu-eki) est une gare ferroviaire située à Amagasaki, dans la préfecture de Hyōgo au Japon. La gare est gérée par la compagnie Hanshin.

## Situation ferroviaire
La gare de Daimotsu est située au point kilométrique (PK) 8,0 de la ligne principale Hanshin et au PK 0,9 de la ligne Namba.

## Histoire
La gare est inaugurée le 12 avril 1905.

## Service des voyageurs

### Accueil
La gare est située sous les voies qui sont surélevées. Elle est ouverte tous les jours.

### Desserte
- Ligne principale Hanshin :
  - voie 1 : direction Osaka-Umeda
  - voie 2 : direction Amagasaki, Kobe-Sannomiya, Akashi et Himeji
- Ligne Namba :
  - voie 3 : direction Osaka-Namba et Nara
  - voie 4 : direction Amagasaki, Kobe-Sannomiya, Akashi et Himeji